# جورج مناحيم
جورج مناحيم (بالفرنسية: Georges Menahem)‏ هو اقتصادي فرنسي، ولد في 10 يوليو 1944.